# Hylaeus villosellus
Hylaeus villosellus là một loài Hymenoptera trong họ Colletidae. Loài này được Moure mô tả khoa học năm 1960.